# Can Muntaner de Dalt
Can Muntaner de Dalt, també coneguda com a Casa Larrard, és un edifici del barri de la Salut de Barcelona, inclòs a l'Inventari del Patrimoni Arquitectònic de Catalunya.

## Història
El 1603, el jurista Hipòlit de Montaner va adquirir la propietat, que posteriorment es coneixeria com a Torre de Montaner de Dalt. L'any 1822, Josep Maria de Càrcer i de Peguera (1779-1844), hereu del seu pare Marià de Càrcer i de Montaner (1747-1817), va vendre la finca (que en aquell moment tenia unes 24 ha) a Pere Alexandre de Larrard i de Llauder. Aquest morí el 1823, i el succeí el seu fill Antoni Alexandre de Larrard i Juez-Sarmiento (1818-1887), que entre el 1862 i el 1879 va segregar-ne més de 6 ha per vendes o establiments emfitèutics, amb la qual cosa la superfície va disminuir a 17,73 ha.
El 1894, i en virtut del litigi promogut per Salvador de Samà i Torrents, marquès de Marianao, contra Pilar de Milans i de Larrard (casada amb Joaquim de Sarriera i de Larrard, comte de Solterra), per un préstec de 100.000 pessetes que no li havia retornat, la finca va ser adquirida per Josep Bolós i Güell per 100.499,24 pessetes. Aquest (que de fet era un testaferro de Samà) la va parcel·lar, i el 1895 i el 1897, va presentar sengles projectes d'urbanització; el primer corresponia a la part baixa, per sota del carrer d'Olot (aleshores de Milans), i el segon a la part alta, que no es va arribar a realitzar.
El 1898, la seva vídua Luisa Aprile i Rabassa va traspassar la finca (que en aquell moment tenia 13,95 ha), a títol d'agnició de bona fe, a Salvador de Samà i Torrents, gràcies a una escriptura privada en la qual Bolós reconeixia que havia fet l'adquisició amb diners i a utilitat d'aquest. Samà va continuar amb la parcel·lació de la finca, però uns mesos després la va establir en emfiteusi a Eusebi Güell i Bacigalupi, que tenia la intenció de construir-hi una ciutat jardí, i demanà a l'Ajuntament de Barcelona que arxivés el projecte de Bolós. La torre fou reformada i ocupada pels Güell, que encarregaren el projecte a l'arquitecte Antoni Gaudí i Cornet.
Eusebi Güell va morir l'any 1918, i l'any 1922 la finca fou venuda a l'Ajuntament de Barcelona. L'arquitecte Josep Goday va ampliar el conjunt per a transformar-lo en escola pública, inaugurada durant l'Exposició Universal del 1929 i que actualment porta el nom d'Escola Baldiri Reixac. Entre 1992 i 1994, l'antiga torre va ser rehabilitada pels arquitectes José Antonio Martínez Lapeña i Elies Torres.

## Descripció
És un edifici de planta rectangular, façana simètrica i teulada a quatre vessants. Al costat s'hi varen afegir uns cossos amb terrat pla. Té planta baixa i tres pisos. Al pis més alt hi ha nou finestrals amb arquets. La façana està decorada amb esgrafiats i plantes trepadores. S'ha conservat la capella interior i el cor.